# Karel Lodewijk Croonen
Karel Lodewijk Croonen (Oldenzaal, 15 december 1877 - 11 januari 1930) was een Nederlands architect. Hij was voornamelijk werkzaam in en rond Oldenzaal. 
Croonen was de zoon van een hoofdonderwijzer (J. Croonen) en vader van Antoon Croonen die eveneens architect zou worden. 
Hij liep stage bij Pierre Cuypers in Amsterdam en was een tijdgenoot van de eveneens in Twente werkzame architect Karel Muller. 
Hij ontwierp rond 1912 de neogotische Sint-Antoniuskerk aan de Spoorstraat en rond 1917 het ziekenhuis Heil der Kranken, beide in Oldenzaal. Hij ontwierp daar ook woonhuizen en scholen, zoals de Rooms-katholieke meisjesschool Koningin des Vredes (nu Fanciscusschool). Daarnaast tekende hij voor boerderijen in de omgeving van Denekamp en Ootmarsum. Het hoogtepunt van zijn werkzame periode lag tussen 1910 en 1930. 
Hij had negen kinderen toen hij op 53-jarige leeftijd overleed.
In 2008 wijdde historisch museum het Palthehuis een tentoonstelling aan zijn leven en werk.

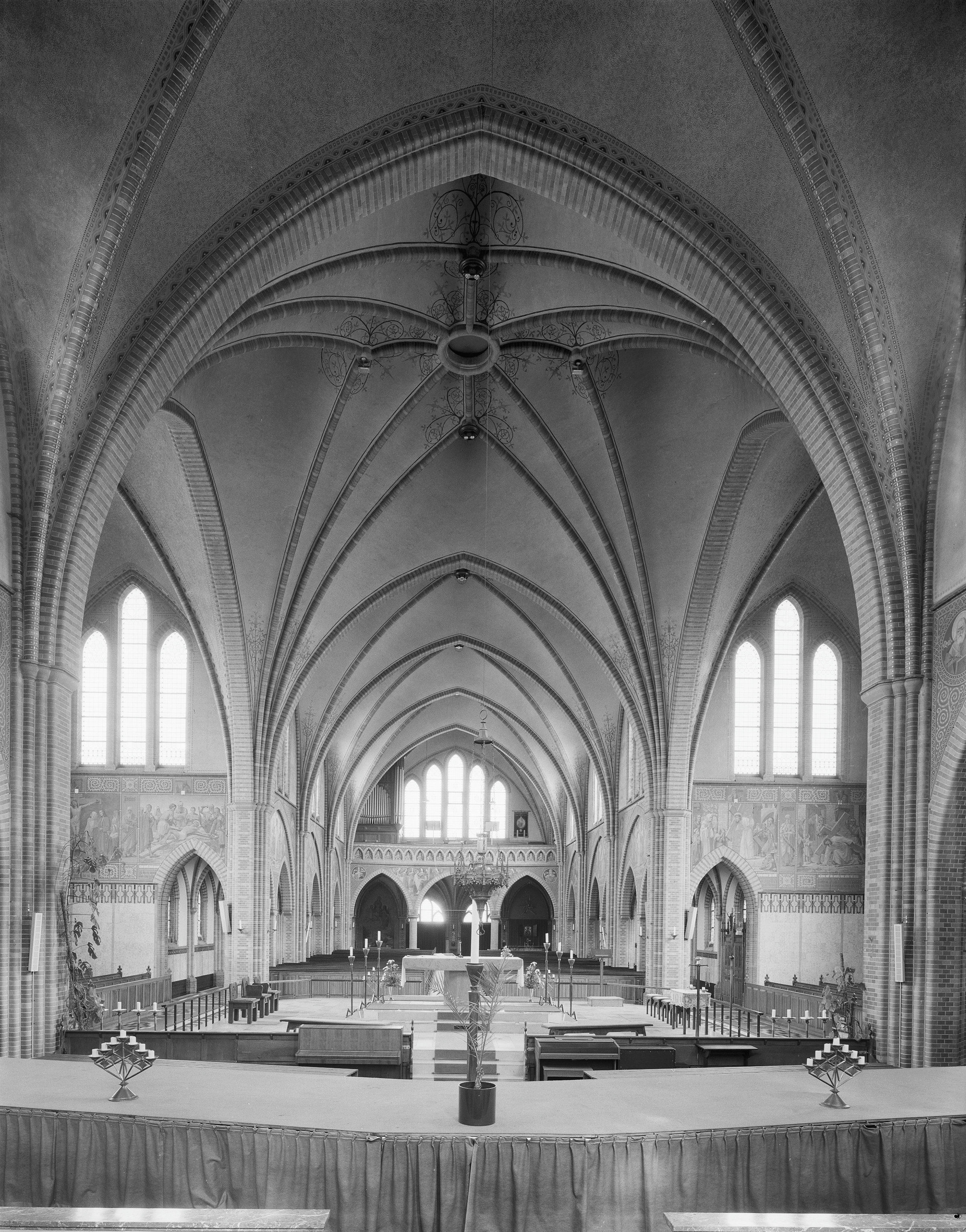
Interieur Antonius van Paduakerk, Oldenzaal
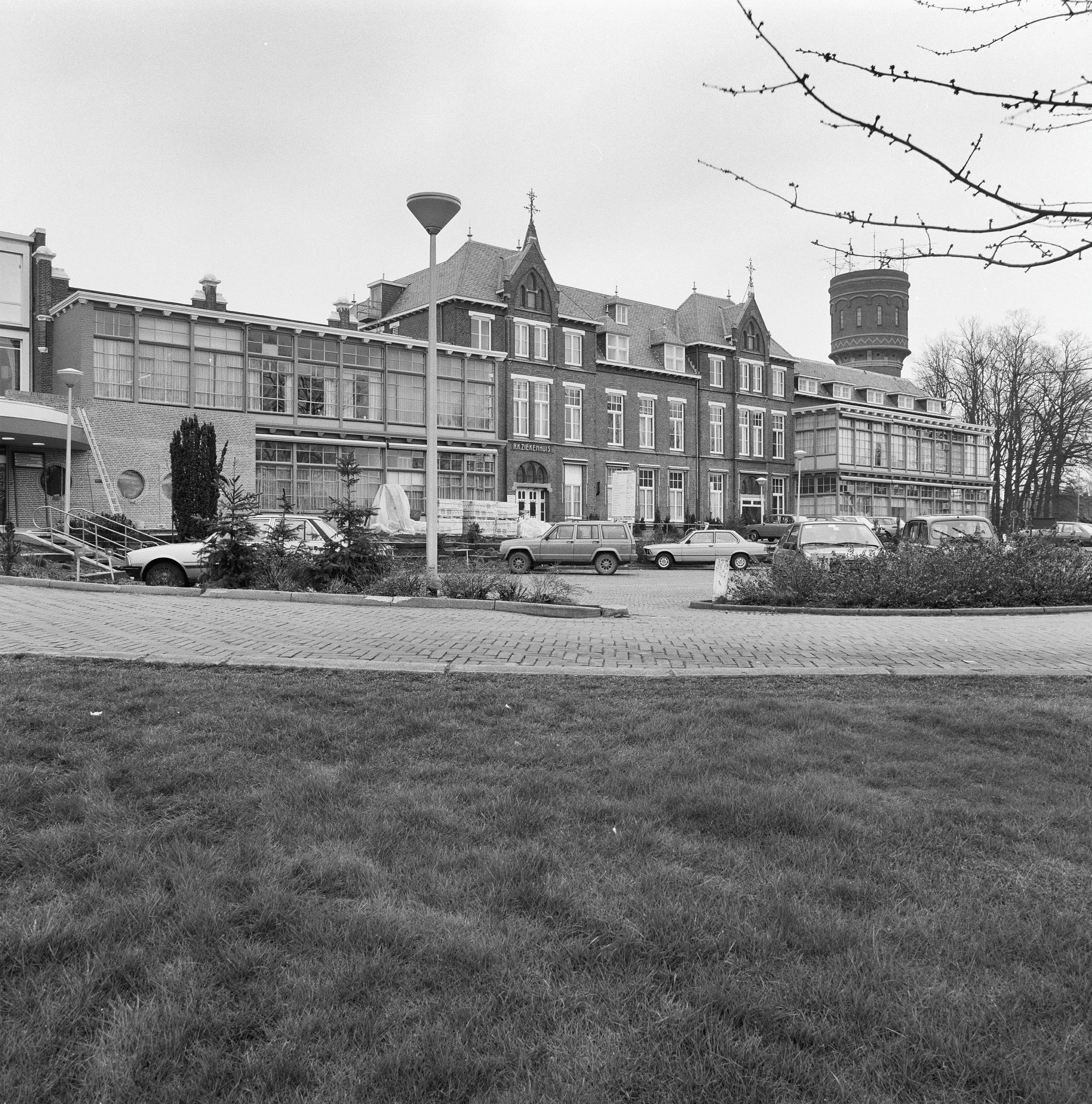
Ziekenhuis Heil der Kranken, Oldenzaal
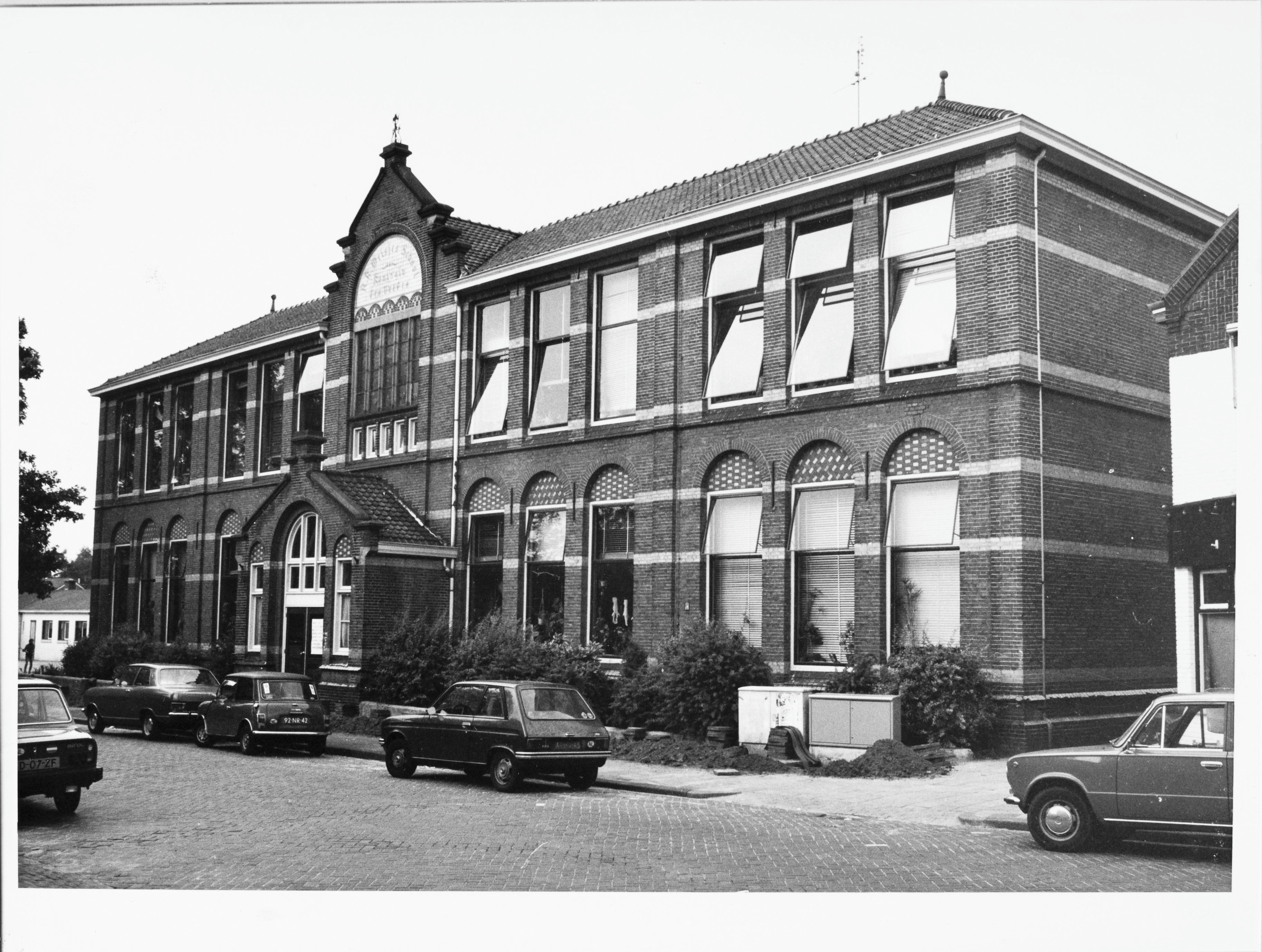
RK meisjesschool Koningin des Vredes, Oldenzaal